# Municipio de Mifflin (condado de Wyandot)
El municipio de Mifflin (en inglés: Mifflin Township) es un municipio ubicado en el condado de Wyandot en el estado estadounidense de Ohio. En el año 2010 tenía una población de 804 habitantes y una densidad poblacional de 8,51 personas por km².

## Geografía
El municipio de Mifflin se encuentra ubicado en las coordenadas 40°46′54″N 83°22′19″O / 40.78167, -83.37194. Según la Oficina del Censo de los Estados Unidos, el municipio tiene una superficie total de 94.51 km², de la cual 94,49 km² corresponden a tierra firme y (0,02 %) 0,02 km² es agua.

## Demografía
Según el censo de 2010, había 804 personas residiendo en el municipio de Mifflin. La densidad de población era de 8,51 hab./km². De los 804 habitantes, el municipio de Mifflin estaba compuesto por el 98,01 % blancos, el 0,12 % eran afroamericanos, el 0,75 % eran asiáticos, el 0,12 % eran de otras razas y el 1 % eran de una mezcla de razas. Del total de la población el 1,37 % eran hispanos o latinos de cualquier raza.